# یسبر بنک
یسبر بنک (دانمارکی: Jesper Bank؛ زادهٔ ۶ آوریل ۱۹۵۷) قایقران قایق بادبانی اهل دانمارک است.